# Bình sữa trẻ em

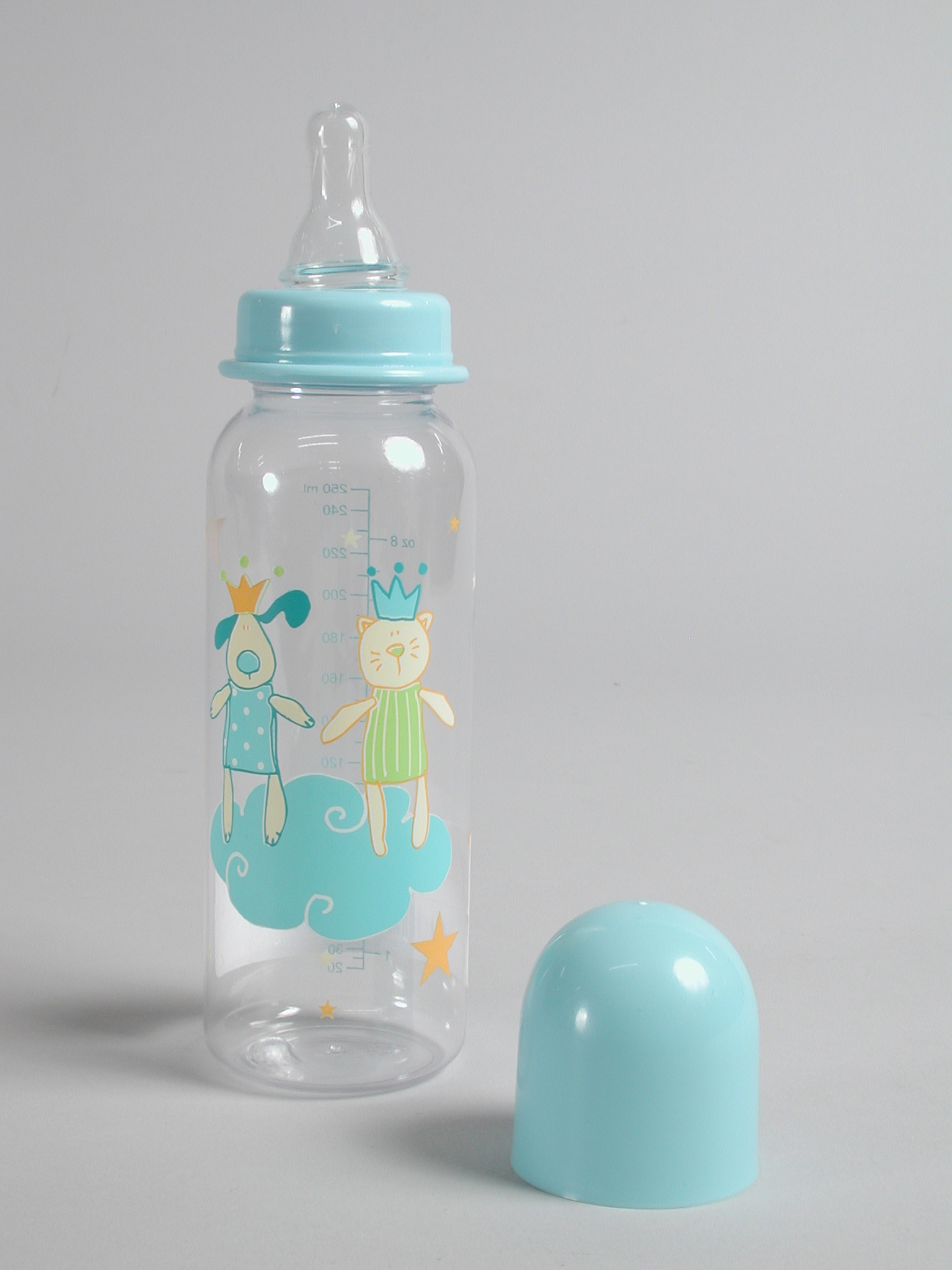
Bình sữa trẻ em

Bình sữa hay bình ti là một chai nhựa hoặc thủy tinh có núm vú để trẻ em có thể uống hay ăn sữa mẹ hay sữa công thức trực tiếp.  Bình thường được sử dụng cho trẻ sơ sinh và trẻ nhỏ, hoặc nếu ai đó gặp trở ngại khi phải uống từ cốc, để tự ăn hoặc được cho ăn.  Bình cũng có thể được sử dụng để nuôi con non của động vật có vú không phải người.
Đặc biệt, bình sữa còn được sử dụng để nuôi trẻ bằng sữa bột, sữa mẹ hoặc dung dịch điện giải cho trẻ em.

## Sử dụng

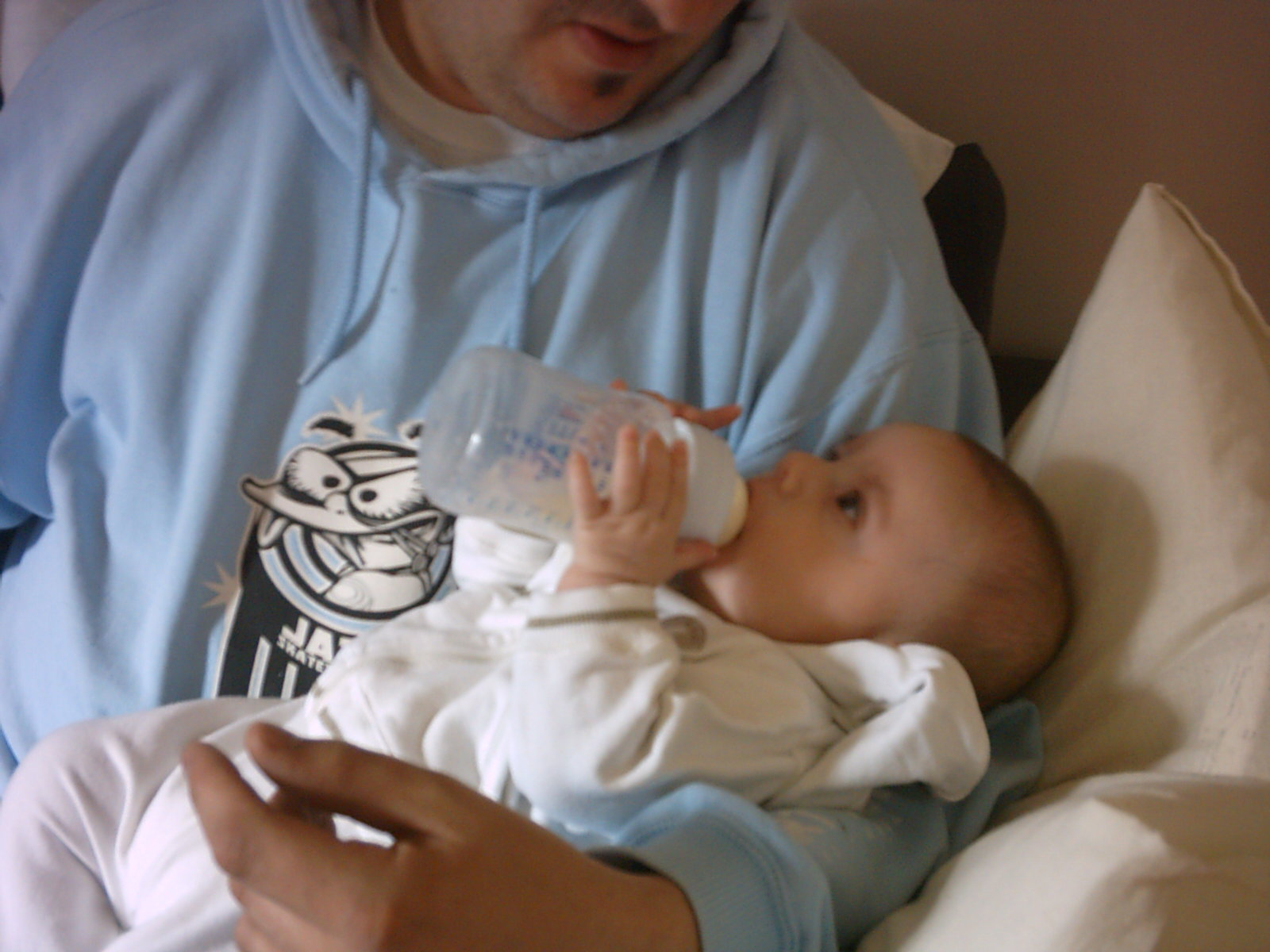
Trẻ nhỏ được cho bú bằng bình sữa.

### Làm sạch và khử trùng
Ở Anh, lời khuyên hiện tại của NHS Choices vẫn là khử trùng bình sữa, được coi là đặc biệt quan trọng đối với trẻ sơ sinh và trẻ sơ sinh có nguy cơ cao (nghĩa là những trẻ dễ bị nhiễm trùng).  Khử trùng cũng được khuyến nghị tại Úc, chẳng hạn như dùng dung dịch khử trùng Milton. Một khuyến nghị hiện tại ở Mỹ là khử trùng bình sữa có thể được thay thế bằng cách làm sạch bằng nước xà phòng nóng.

### Theo độ tuổi
Núm ti (núm vú) thường được phân chia theo tốc độ dòng chảy, với tốc độ dòng chảy chậm nhất được khuyến nghị cho trẻ sinh non và trẻ sơ sinh gặp khó khăn khi cho ăn. Tuy nhiên, tốc độ dòng chảy không được tiêu chuẩn hóa và thay đổi đáng kể giữa các thương hiệu.  Hầu hết các tổ chức y tế không tán thành việc sử dụng bình sữa sau hai tuổi vì nếu kéo dài có thể gây sâu răng.
Dịch vụ y tế quốc gia (NHS) của Anh khuyến nghị các bà mẹ nên cho trẻ làm quen với cốc tập uống nước sau 6 tháng và ngưng ti bình sữa sau 1 tuổi.
Học viện Nhi khoa Hoa Kỳ (AAP) khuyên các bậc phụ huynh nên cho trẻ sử dụng cốc tập uống nước (sippy cup) trước một tuổi và ngưng sử dụng bình sữa sau 18 tháng.

## Quy định
Trong khi sữa bột trẻ em đi kèm với nhiều tiêu chuẩn cao ở nhiều quốc gia, bình sữa trẻ em thì không.  Chỉ các nguyên liệu của núm vú và bình sữa được quy định cụ thể ở một số quốc gia (ví dụ: Tiêu chuẩn Anh BS 7368: 1990 "Đặc điểm kỹ thuật cho bình sữa trẻ em bằng nhựa đàn hồi"). Tại Hoa Kỳ, Cục quản lý thực phẩm và dược phẩm (FDA) cũng quy định các loại núm ti và các vật liệu cấu tạo bình sữa.  Năm 1985, mức độ cho phép của nitrosamine được giải phóng từ vật liệu làm núm ti bình sữa đã được thắt chặt.  Một nghiên cứu năm 1999 Báo cáo người tiêu dùng đề xuất rằng một số bình bằng polycacbonat giải phóng lượng Bisphenol A không an toàn;  tuy nhiên các nhà phê bình công nghiệp hài lòng với nghiên cứu đòi hỏi các điều kiện không hợp lý mà các bình sữa không tránh khỏi. Tuy nhiên, những phát hiện đã làm mới lại những lo ngại ban đầu.
Năm 2011,  việc sử dụng chất bisphenol A trong bình sữa trẻ em đã bị cấm ở tất cả các nước EU. Từ năm 2012, các quốc gia khác bắt đầu tuân theo sáng kiến của Cục quản lý thực phẩm và dược phẩm Hoa Kỳ để điều chỉnh bình sữa trẻ em. Ví dụ như: Argentina, Brazil và Ecuador hiện cấm bisphenol A trong bình sữa trẻ em. Hàn Quốc đã mở rộng quy định thành một danh sách năm hóa chất, hiện bị cấm đối với tất cả các sản phẩm dành cho trẻ em, kể cả bình sữa trẻ em.

## Tranh cãi
Tuyên bố chính sách tóm tắt năm 2014 của Học viện Nhi khoa Hoa Kỳ (AAP) không đề cập cụ thể đến việc cho trẻ bú bình, nhưng tuyên bố rõ rằng "nuôi con bằng sữa mẹ và sữa mẹ là tiêu chuẩn quy định cho trẻ ăn và dinh dưỡng", và đề cập đến các quyết định liên quan đến việc cung cấp  Dinh dưỡng trẻ sơ sinh là "một vấn đề sức khỏe cộng đồng và không chỉ là sự lựa chọn lối sống mà đưa ra những lợi ích y tế và phát triển thần kinh ngắn hạn và dài hạn của việc nuôi con bằng sữa mẹ".
Chính sách AAP khuyến nghị nuôi con hoàn toàn bằng sữa mẹ trong sáu tháng, tiếp tục giới thiệu các loại thực phẩm bổ sung, với thời gian tổng thể là "1 năm hoặc lâu hơn theo mong muốn của cả mẹ và trẻ". Phần chính của tuyên bố chính sách ghi chú và trích dẫn tài liệu chỉ ra rằng, ngoài tầm quan trọng của sữa mẹ, cách thức giao thức ăn còn có ý nghĩa: "trẻ sơ sinh bú sữa mẹ tự điều chỉnh lượng ăn vào", trong khi đó, trẻ bú bình dùng sữa mẹ hoặc sữa công thức đã "tăng tiết sữa, tự điều chỉnh kém hơn và tăng cân quá mức ở trẻ cuối giai đoạn sơ sinh (từ 9 đến 12 tháng)" và việc thực hành tự điều chỉnh sớm như vậy có tương quan với các hình thái tăng cân trưởng thành (sđd.).
Chính sách AAP lưu ý rằng "chống chỉ định y tế khi cho con bú là rất hiếm".  Việc truyền một số bệnh do virus thông qua việc cho con bú được báo cáo là có thể phòng ngừa được, ví dụ, bằng cách vắt sữa mẹ và tuân theo phương pháp tiệt trùng Holder.
Để đối phó với áp lực của cộng đồng cảm thấy từ việc chính sách không nhấn mạnh vào việc bú bình và sữa công thức, các nỗ lực đã được thực hiện để hỗ trợ các bà mẹ gặp khó khăn về sinh lý hoặc các vấn đề khác khi cho con bú, và các trang web bao gồm các quan điểm cá nhân cố gắng làm suy yếu ca nghiên cứu khoa học của chính sách AAP; một cuốn sách có tên Bottled Up của Suzanne Báton vêf những trải nghiệm cá nhân và quan điểm của một bà mẹ cam kết cho con bú bình/ăn sữa công thức, đã ra mắt.